# Paul Gaechter
Paul Gaechter SJ (* 1. März 1893 in Goldach SG; † 15. März 1983 in Innsbruck) war ein Schweizer römisch-katholischer  Theologe.

## Leben
1910 trat Gaechter in die österreichische Provinz der Gesellschaft Jesu ein. Er studierte Philosophie (1915–1918) und Theologie (1918–1922) in Innsbruck. Nach der Priesterweihe 1922, der Promotion 1923 und der Habilitation 1929 lehrte er das Fach Neues Testament an der Universität Innsbruck. Eine Berufung zum ordentlichen Professor 1938 wurde von den nationalsozialistischen Behörden in Österreich verhindert. Gaechter musste das Land verlassen und lehrte bis 1940 in Pune (Indien), von 1940 bis 1945 in Kingshien und Zikawei (China). 1946 kehrte er als Ordinarius nach Innsbruck zurück, wo er 1963 emeritiert wurde.

## Schriften (Auswahl)
- Summa introductionis in Novum Testamentum, 1938, OCLC 255966901.
- Petrus und seine Zeit. Neutestamentliche Studien, 1958, OCLC 832338458.
- Das Matthäus-Evangelium. Ein Kommentar, 1963, OCLC 250229510.